# Drabešu pagasts
Drabešu pagasts er en territorial enhed i Amatas novads i Letland. Pagasten havde 2.715 indbyggere i 2010 og 2.644 indbyggere i 2016 og omfatter et areal på 120,34 kvadratkilometer.